# 小行星15265
小行星15265（15265 Ernsting）是一颗绕太阳运转的小行星，为主小行星带小行星。该小行星于1990年10月12日发现。

## 轨道参数
小行星15265的轨道半长轴为2.4261591 UA，离心率为0.201。